# Leofa palearctica
Leofa palearctica är en insektsart som beskrevs av James Norman Zahniser 2008. Leofa palearctica ingår i släktet Leofa och familjen dvärgstritar. Inga underarter finns listade i Catalogue of Life.